# Bulevar oslobođenja

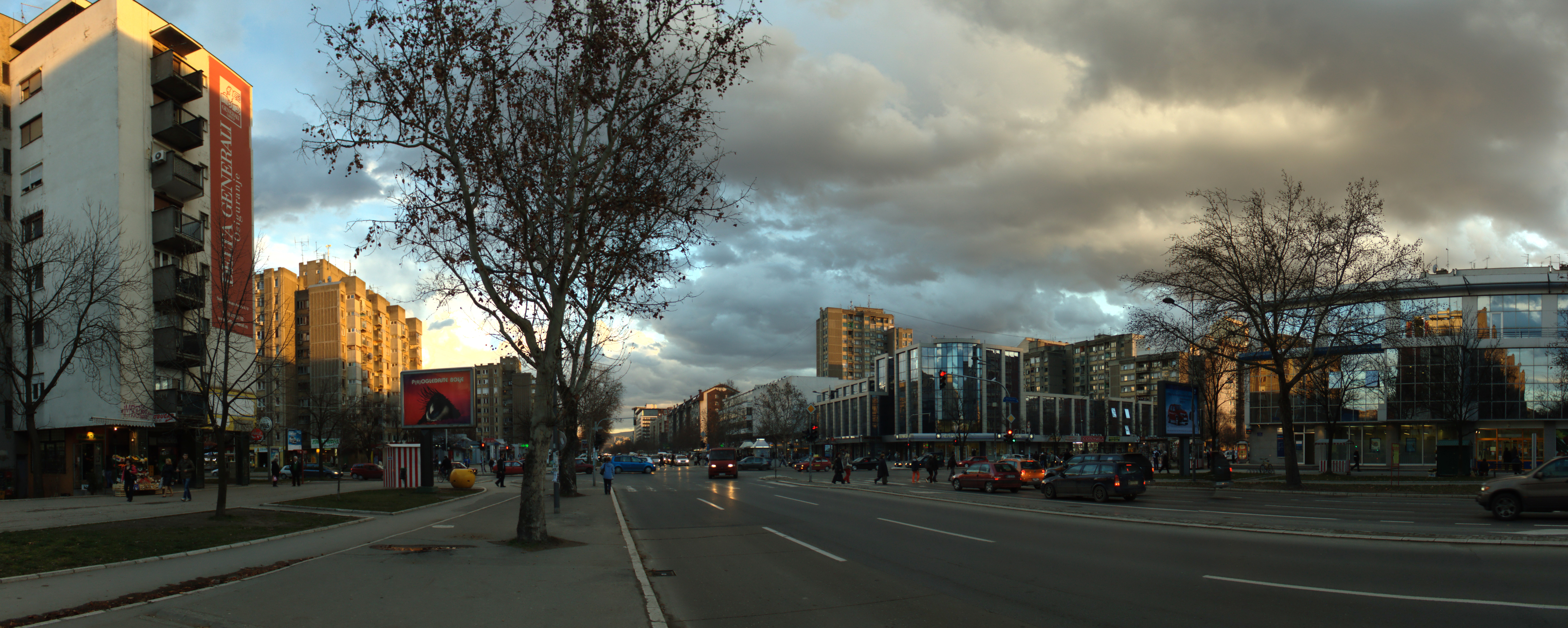
Pohled na třídu

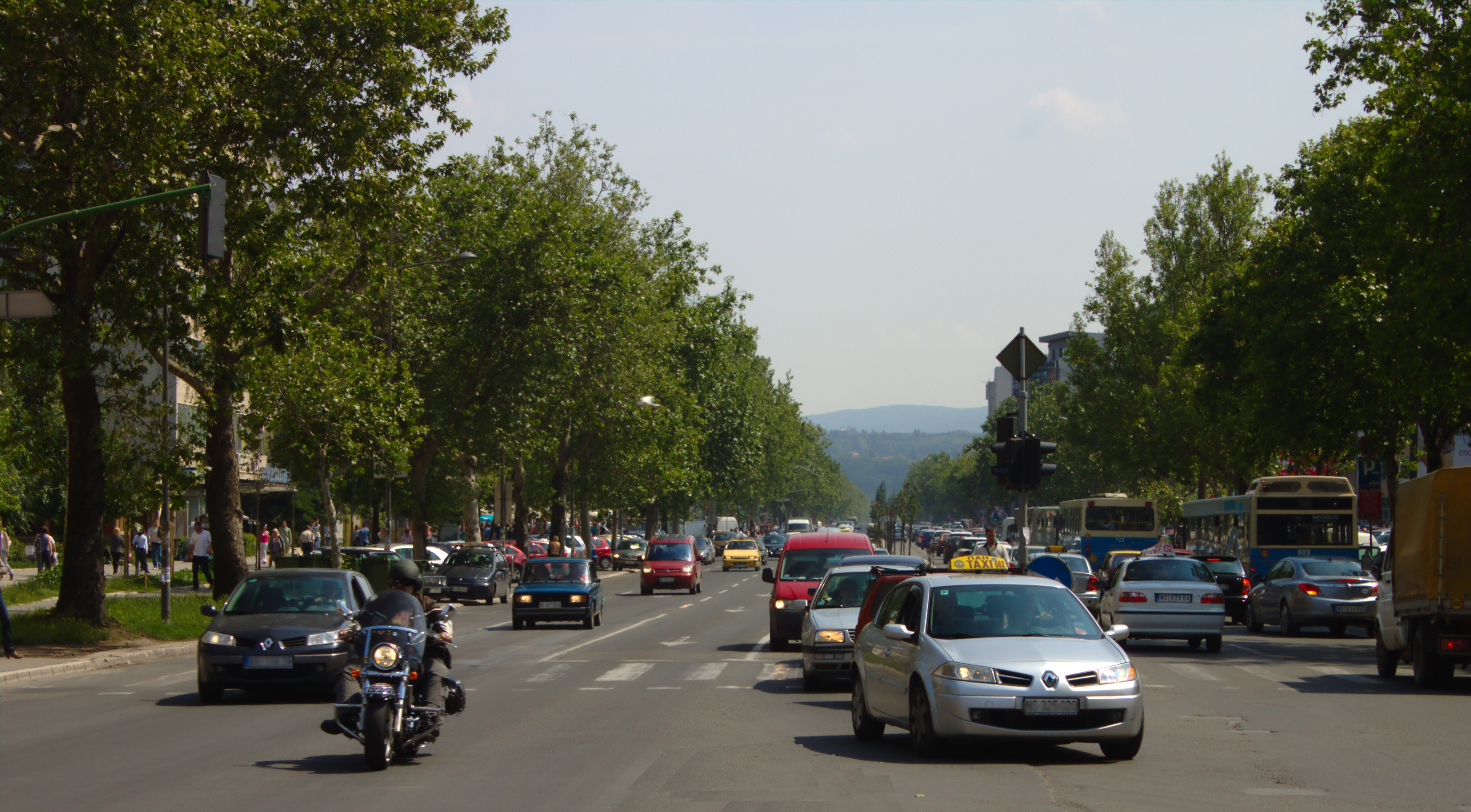
Silniční provoz na třídě

Bulevar oslobođenja (v srbské cyrilici Булевар ослобођења; česky doslova Bulvár Osvobození, často kolokviálně jen Bulevar) je jedna z hlavních tříd v Novém Sadu, metropole srbské Autonomní oblasti Vojvodiny. Spojuje místní železniční nádraží s Mostem Svobody.
V současné době se název Bulevar používá také i pro okolní rezidenční zástavbu, které sleduje osu třídy.

## Historie
Velkolepý bulvár, který prochází městem severo-jižním směrem je dlouhý celkem tři kilometry. Jeho vznik byl předpokládán územním plánem města Nového Sadu, který byl schválen samosprávou v roce 1950.
Vybudován byl v první polovině 60. let 20. století v období dynamického rozvoje města. Výstavba přímé šestiproudé třídy si vyžádala demolici řady původních domů, které vznikly v průběhu 19. století. Bulvár byl nicméně budován postupně (po etapách) a po jeho stranách vyrůstaly moderní věžové domy. Stavební práce na velkolepé třídě byly zahájeny v roce 1960 a dokončen byl postupně po několika letech. Po svém otevření nesl až do roku 1991 název Bulevar 23. oktobar/Булевар 23. октобар', podle dne, kdy byl Novi Sad osvobozen.

## Doprava
Po Bulváru osvobození směřuje značná část tranzitní dopravy ve směru Subotica–Ruma a Zrenjanin–Ruma. Je tudy veden značný počet městských i příměstských autobusových linek.

## Významné objekty
Po stranách bulváru se nachází různé významné objekty (od severu k jihu):
- Hlavní nádraží
- Autobusové nádraží
- Přestupkový soud v Novém Sadě
- Přestupkový odvolací soud, oddělení Novi Sad.
- Obvodní soud v Novém Sadu
- Sídlo srbské státní ropné společnosti (NIS)
- budova Elektrovojvodiny
- Budova novin Dnevnik
- Budova Agrovojvodiny
- Obchodní centrum Merkator
- Komerční budova Aleksandar Bulevar centar
- Obchodní centrum Dalton
- Futožská tržnice
- Limanský park